# کوسانو بلبو
کوسانو بلبو (به ایتالیایی: Cossano Belbo) یک کومونه در ایتالیا است که در استان کونیو واقع شده‌است.

## خصوصیات
کوسانو بلبو ۲۰٫۸ کیلومترمربع مساحت و ۱٬۰۶۸ نفر جمعیت دارد.